# Gare d'Akashina
La gare d'Akashina (明科駅, Akashina-eki) est une gare ferroviaire de la ville d'Azumino, dans la préfecture de Nagano au Japon. La gare est exploitée par la compagnie JR East.

## Situation ferroviaire
Akashina est située au point kilométrique (PK) 28,2 de la ligne Shinonoi.

## Histoire
La gare d'Akashina a été inaugurée le 15 juin 1902.

## Service des voyageurs

### Accueil
La gare dispose d'un bâtiment voyageurs, avec guichets, ouvert tous les jours.

### Desserte
- Ligne Shinonoi :
  - voie 1 : direction Shinonoi et Nagano
  - voies 2 et 3 : direction Matsumoto et Shiojiri